# Albert-Theater (Dresden)

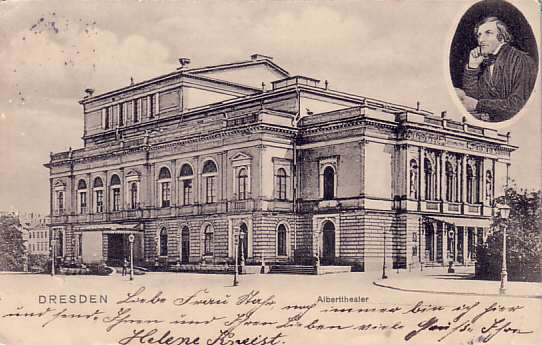
Das Albert-Theater 1875

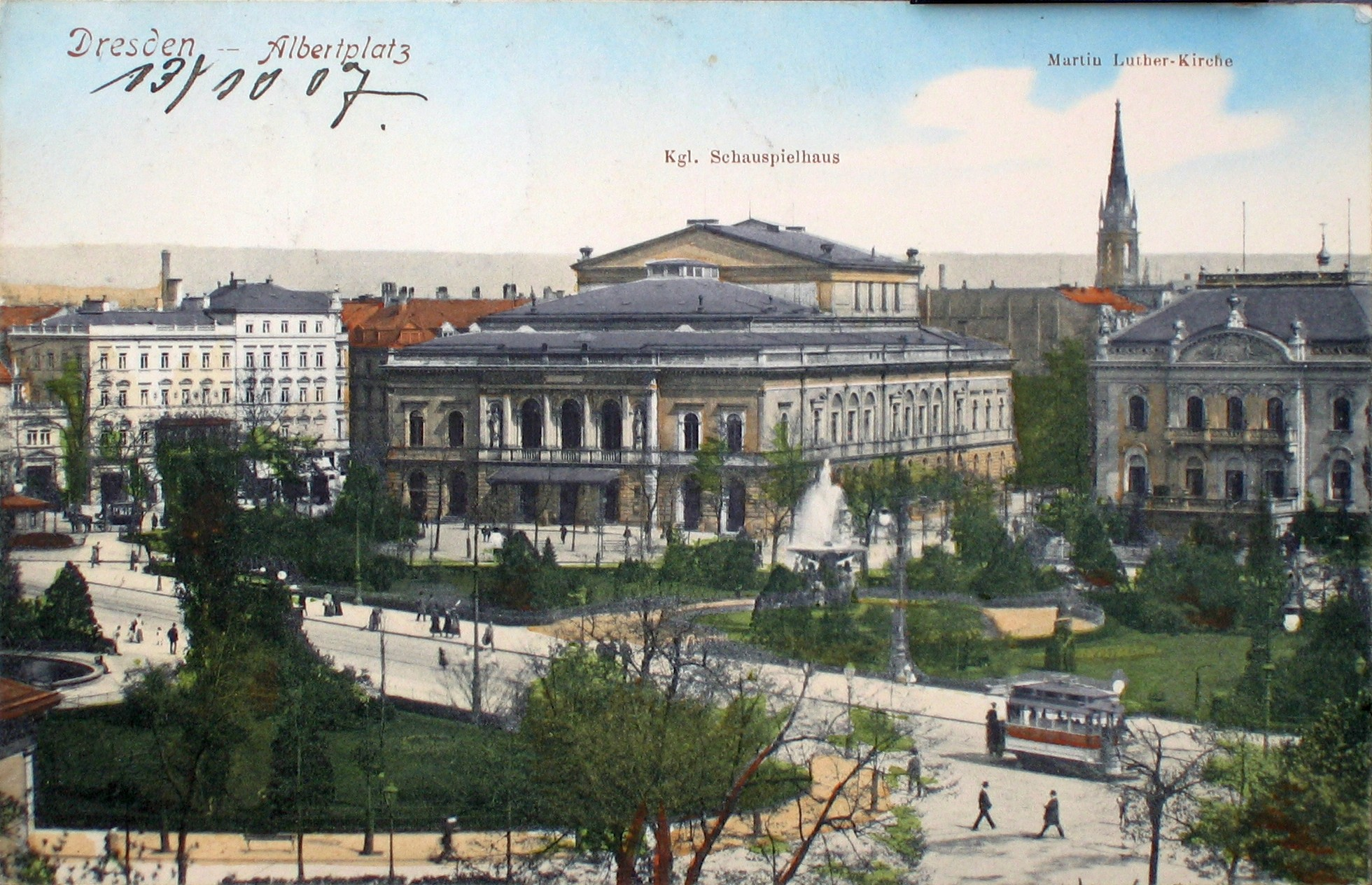
Das Albert-Theater um 1907

Das  Albert-Theater  war ein Theater am Albertplatz in Dresden, das bis 1913 als Königliches Schauspielhaus diente.
Neben dem Residenztheater an der Zirkusstraße und der Semperoper gehörte das ehemalige Königliche Schauspielhaus zu den repräsentativen Theaterhäusern des alten Dresden.

## Geschichte

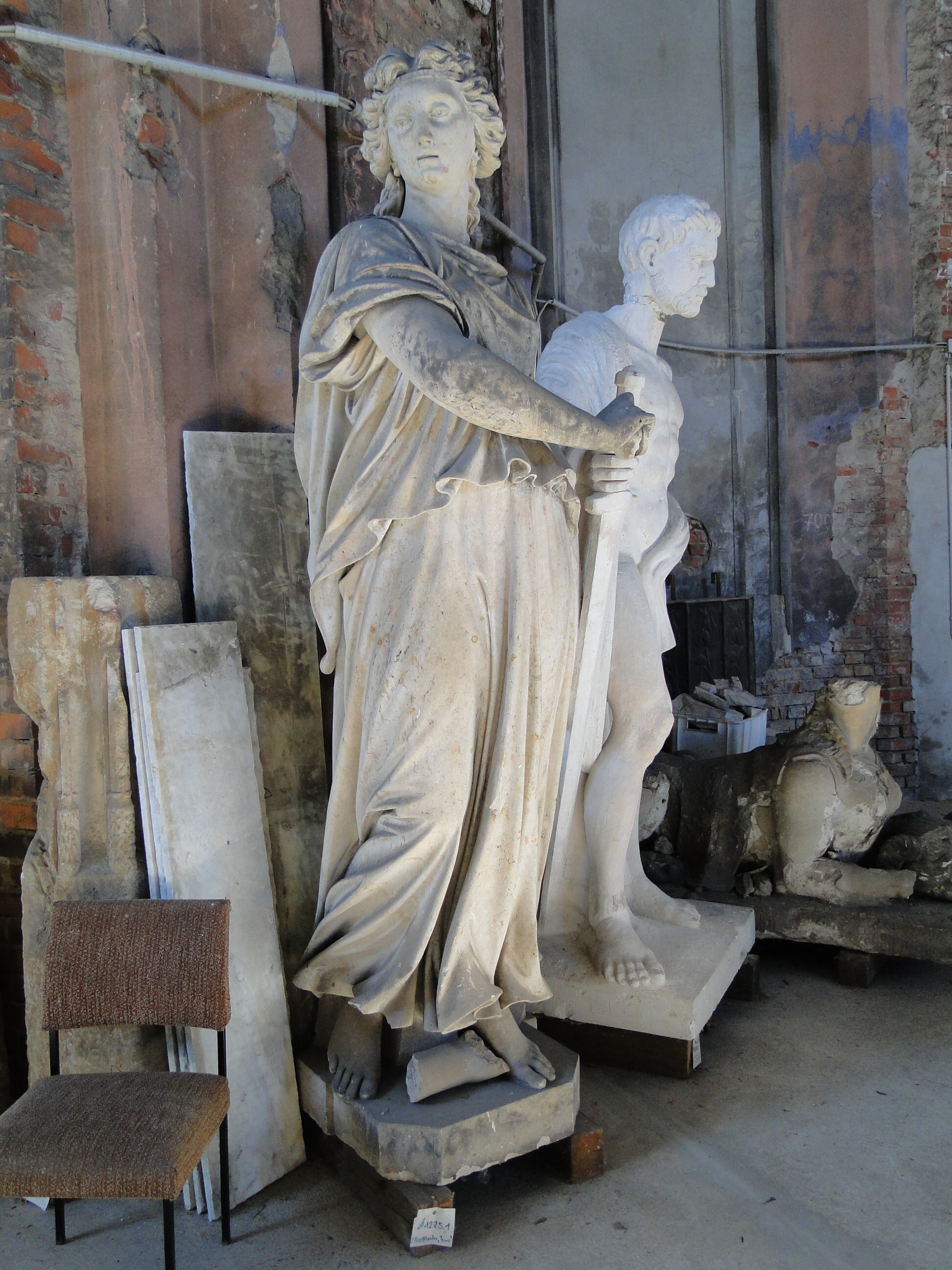
Erhaltene Fassadenfigur Tanz

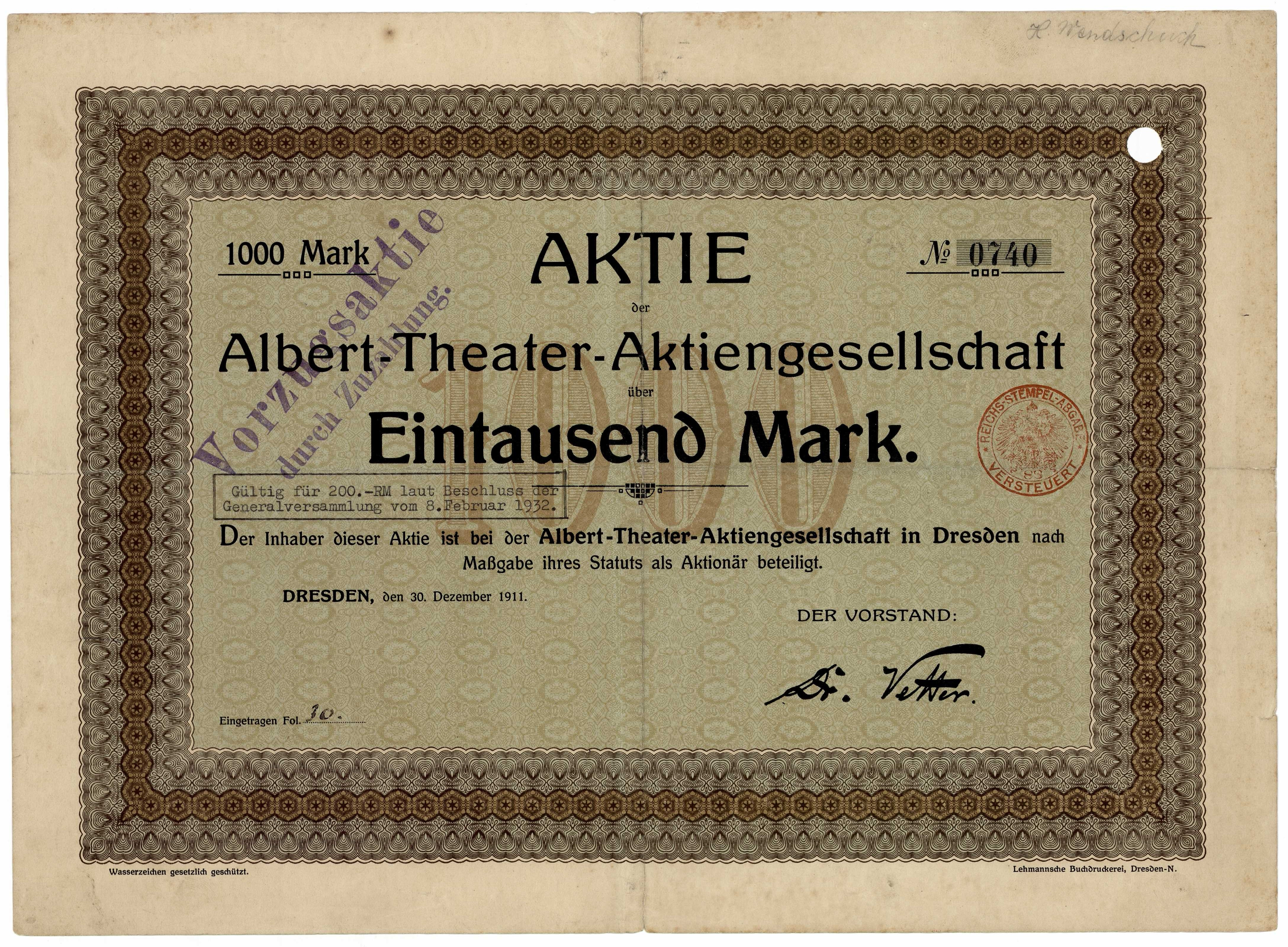
Aktie über 1000 Mark der Albert-Theater-AG vom 30. Dezember 1911

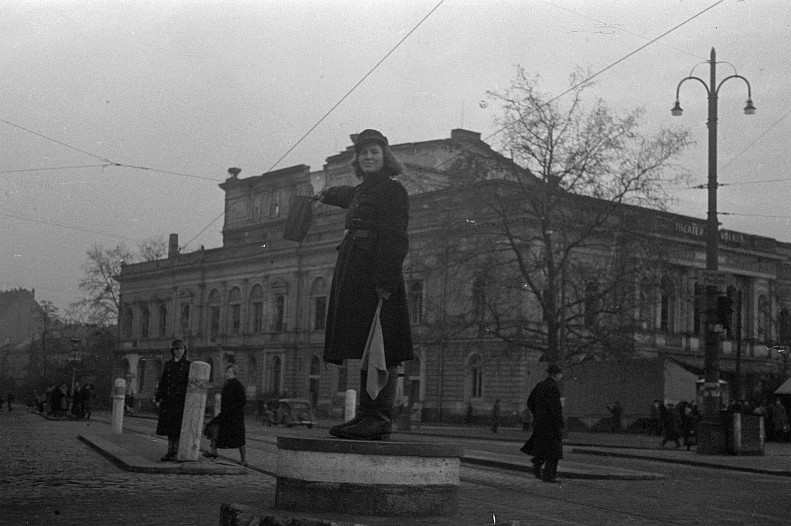
Albert-Theater, 1947

Das Haus wurde von 1871 bis 1873 nach Entwurf des Architekten Bernhard Schreiber im Neorenaissance-Stil der Semper-Nicolai-Schule erbaut. Bauherr war eine Aktiengesellschaft, deren Aktien im Besitz von Neustädter Bürgern waren. Die Stadt Dresden stellte den Bauplatz unentgeltlich zur Verfügung. Benannt war das Theater nach dem sächsischen König Albert. Am 20. September 1873 wurde das Theater mit Johann Wolfgang von Goethes Iphigenie auf Tauris eröffnet. Bis zum Jahr 1910 war das Theater an den königlichen Hof verpachtet.
Nach der Eröffnung des Dresdner Schauspielhauses an der Ostra-Allee ging das Albert-Theater an eine private Aktiengesellschaft (Albert-Theater-AG, gegründet am 2. Dezember 1911) über. Diese ließ das Theater modernisieren und umbauen. Ab 1913 wurden in dem nun selbständigen Schauspielhaus unter Intendant Maximus René sowohl moderne progressive Stücke – z. B. von Gerhart Hauptmann und Maxim Gorki – als auch volkstümliche Stücke gespielt. Premierenfeiern fanden oft in der benachbarten Villa Eschebach statt. Im Jahr 1921 wurde das Theater in Neustädter Schauspielhaus umbenannt. Am 19. Oktober 1936 wurde es durch die Stadt Dresden „arisiert“ und trug nun den Namen Theater des Volkes – Städtisches Theater am Albert-Platz. Der Reichsminister für Volksaufklärung und Propaganda leistete einen erheblichen „Reichszuschuss“, durch den Oberbürgermeister von Dresden wurde der Spielplan und die Besetzung der Leitenden mit dem Reichsministerium abgestimmt.
Beim Luftangriff auf Dresden brannte das Albert-Theater aus, aber die Außenmauern des Theaterbaus waren gut erhalten geblieben. Obwohl die Dresdner Theaterkünstler einen Wiederaufbau befürworteten, nahm im Herbst 1949 das städtische Denkmalamt zwei Bronzetafeln von der Ruine ab. Dazu meinte Fritz Löffler, dass das Albert-Theater für die „Kulturgeschichte Dresdens höchste Bedeutung“ habe und dass das Resultat der Zerstörung der Theaterfassadenplastik sei, dass „kein Stück aus diesen Jahren mehr als Beleg gezeigt werden kann“. Im September 1950 erfolgte der Abbruch des Bühnenhauses und des Zuschauerraums. Die Bergung der beiden Fassadenfiguren Tanz und Musik des Bildhauers Menzel wurde vom Stadtbaurat Wermund nicht befürwortet; dennoch kamen die Figuren in den Bestand des Lapidariums in der Zionskirche. Seit 2016 stehen sie nach ihrer Renovierung als Reminiszenz im Foyer des Kraftwerks Mitte, einer Spielstätte der Staatsoperette Dresden.

## Das Gebäude

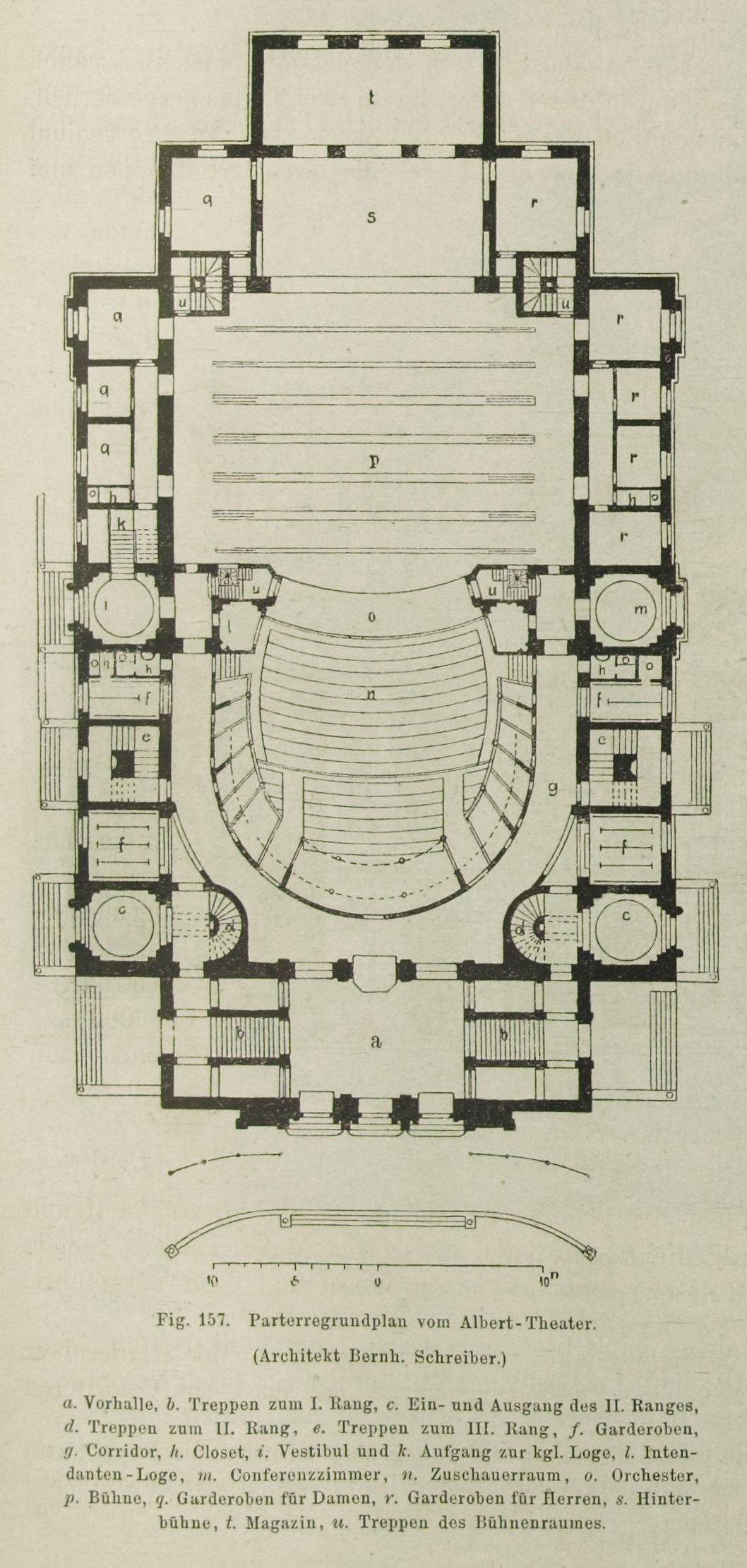
Grundriss (ca. 1878)

Das Haus wurde im Stil der Neorenaissance als freistehender Theaterbau auf rechteckigem Grundriss in den Materialien Putz und Sandstein als zweigeschossiges Haus errichtet, wobei das Bühnenhaus dreigeschossig war und zum Haupteingang einen Dreiecksgiebel hatte. Das Gebäude verfügte über 1500 Zuschauerplätze.
Die Geschosse des zweigeschossigen Baus waren klar durch Gesimse gegliedert, wobei die Erdgeschossfassade gequadert war. Die Fassade des Obergeschosses war glatt und zeigte eine Pilaster- und Säulenordnung.
Der Hauptfassade an der schmalen Seite des Baus war ein fünfachsiger Mittelrisalit vorgelegt. Dieser war in der Mitte auf Erdgeschosshöhe mit einem dreiachsigen Portal mit Rundbögen und auf Obergeschosshöhe mit einer dreifenstrigen Vorhalle gegliedert, die an beiden Seiten von einachsigen Rundbogennischen mit den Figuren Tanz und Musik des Bildhauers Menzel flankiert wurde. Die Hauptfassade mit Portal fand einen oberen Abschluss mit einem Relieffries von Robert Henze und Sgraffiti von Anton Dietrich und figuralem Schmuck von Menzel. Die Seitenfassade war mit einem neunachsigen Risaliten mit Arkaden, Pilastern und Ädikulae geschmückt.

## Der Spielplan und Theaterbetrieb

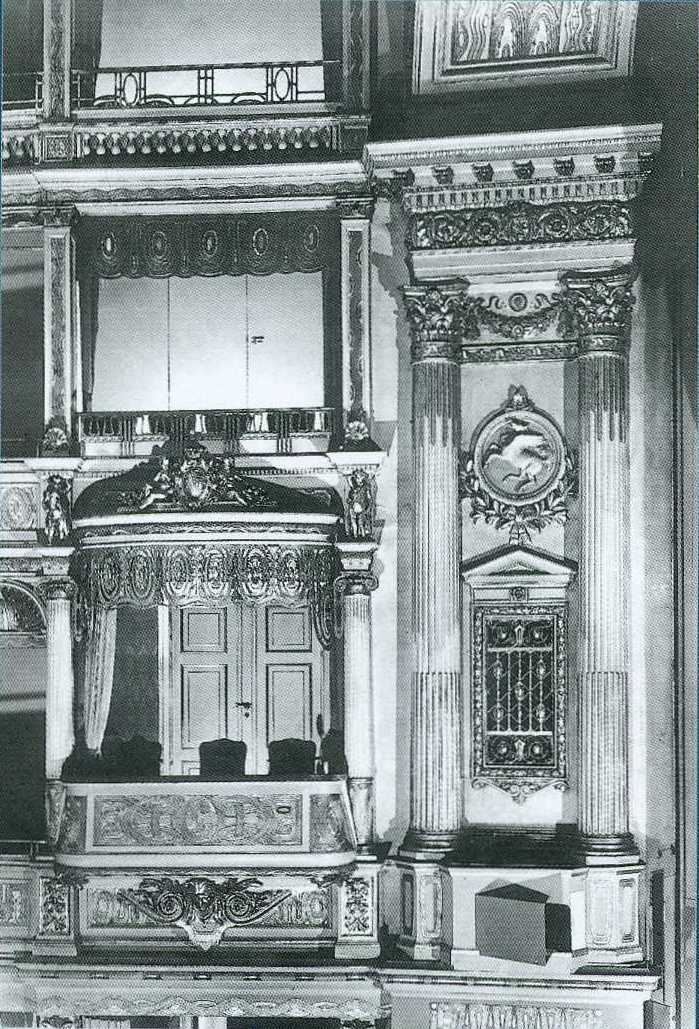
Zuschauerraum des Albert-Theaters um 1905

Während seiner Zeit als Hoftheater wurden im Albert-Theater vorwiegend bürgerliche Dramen und kleine Opern gespielt. Als selbständiges Theaterhaus kam dem Albert-Theater ab 1913 die Funktion zu, „eine Ergänzung des Hoftheaters nach der Seite des Volkstümlichen und des Modernen zu sein“. Zur Wiedereröffnung des Albert-Theaters 1913 wurde Ferdinand Raimunds „Original-Zaubermärchen“ Der Verschwender gegeben. Neben Klassikern standen hauptsächlich Lustspiele, Salonstücke, aber auch zeitgenössische realistische Stücke unter anderem von George Bernard Shaw und Gerhart Hauptmann auf dem Programm.
Von 1914 bis 1918 stand Reinhardt-Schüler Adolf Edgar Licho dem Albert-Theater vor. Es gelang ihm in dieser Zeit, den Spielplan des Theaters neben Klassiker vor allem auf moderne Stücke festzulegen, so wurden Stücke von Anton Wildgans, Frank Wedekind, Henrik Ibsen und August Strindberg gezeigt. Licho ebnete zudem dem expressionistischen Schauspiel den Weg. Nur acht Tage nach der Uraufführung von Walter Hasenclevers Stück Der Sohn wurde das Drama mit Ernst Deutsch in der Hauptrolle in einer geschlossenen Veranstaltung des Albert-Theaters gezeigt. Im Jahr 1917 führte Oskar Kokoschka in Eigenregie seine Einakter Der brennende Dornbusch, Hiob und Mörder, Hoffnung der Frauen am Albert-Theater auf. Unter Licho spielten in Dresden unter anderem Fritz Kortner, Heinrich George und Olga Limburg.
Nach einer Zeit der Instabilität, während der es unter anderem zum Weggang von Schauspielern kam, die in der Folge das Komödienhaus in der Reitbahnstraße gründeten, übernahm Hermine Körner die Intendanz des Albert-Theaters, das seit 1921 unter dem Namen „Neustädter Schauspielhaus“ lief. 1923 wurde Hugo Wolfgang Philipp als Regisseur engagiert, der ab 1927 auch in die Leitung eintrat und als Jude 1933 entlassen wurde. Das Albert-Theater gab nun überwiegend klassische Stücke, die auch auf die Körner zugeschnitten waren. Daneben wurden moderne Dramen, unter anderem von Ernst Barlach und 1929 die Dresdner Premiere von Bertolt Brechts Dreigroschenoper, ins Programm aufgenommen.
Während vor 1933 auch umstrittene Stücke wie Friedrich Wolfs Cyankali gezeigt wurden, bestand ab 1935 das Problem, dass das eigentliche Operettentheater Dresdens, das Residenztheater auf Grund baulicher Mängel geschlossen wurde, nunmehr das Albert-Theater 1936 als „Theater des Volkes“ an dessen Stelle trat bzw. treten musste; die Intendanz übernahm der Dresdner Max Eckhardt, einer der beiden Direktoren des Hauses wurde Georg Wörtge. Das Albert-Theater zeigte NS-Tendenzdramen, unter anderem von Dietrich Eckart und August Hinrichs. Eine Besonderheit war 1938 die deutsche Erstaufführung des auf einem Shakespeare-Stoff beruhenden Singspiels Rosalind, das von Komponistin Florence Wickham stammte. Unter Intendant Max Eckhardt wurden verstärkt Lustspiele gezeigt, aber auch Operetten, unter anderem von Nico Dostal oder Franz von Suppè, ins Programm aufgenommen. Zum Operetten-Personal gehörte unter anderem Fee von Reichlin. Operetten-Uraufführungen am Albert-Theater waren zum Beispiel 1941 Eduard Künnekes Traumland und Fred Raymonds Die Perle von Tokay.
Unter der Direktion Curt Hampes ab 1941 wurde neben dem Schauspiel und der Operette auch die volkstümliche Oper ins Programm genommen, so fanden in den nächsten Jahren Aufführungen von Rigoletto oder dem Freischütz statt. Am 31. August 1944 musste das Albert-Theater seinen Spielbetrieb auf staatliche Anordnung hin einstellen, durch seine Zerstörung wurde er nie wieder aufgenommen.

## Bekannte Schauspieler und Künstler, die am Albert-Theater gearbeitet haben (Auswahl)
- Albert Bassermann
- Sarah Bernhardt
- Gertrud Brendler
- Felix Bressart
- Lil Dagover
- Ernst Deutsch
- Eleonora Duse
- Hertha Genzmer
- Heinrich George
- Gertrud Eysoldt
- Günther Hadank
- Martin Held
- Lucie Höflich
- Carl Junghans (als Dramaturg)
- Josef Kainz
- Hermine Körner
- Fritz Kortner
- Ruth Lange
- Adolf Edgar Licho
- Olga Limburg
- Alexander Moissi
- Robert Müller
- Hugo Wolfgang Philipp (als Regisseur)
- Ernst von Possart
- Adele Sandrock
- Erhard Siedel
- William Wauer (als Bühnenbildner)
- Gertrud Welcker
- Georg Wörtge